# Malenščica
Malenščica je potok, ki izvira v zatrepni dolini, v zaselku Malni ob južnem delu Planinskega polja. Nedaleč od izvira se izliva v reko Unico.